# XQc
菲利克斯·倫耶爾（法語：Félix Lengyel；法語發音：[feliks lɑ̃ʒɛl]，1995年11月12日—），較廣為人知的是其化名或，加拿大實況主，YouTuber與前《鬥陣特攻》職業電競選手，他在2016年開始其選手生涯，司職坦克，在其職業生涯中被認為是最好的溫斯頓玩家之一，並曾在2018賽季期間效力達拉斯燃料，但後來因屢爆爭議及停賽而被解約，此外亦在2017至2019年代表加拿大出戰鬥陣特攻世界盃，並隨隊獲得一個亞軍（2017）與一個季軍（2018）。
從《鬥陣特攻》職業賽場退役後，倫耶爾成為一位Twitch的全職實況主，儘管曾經多次因播放露骨內容、發表攻擊性言論、進行直播狙擊等而被該平台封禁，但他易怒搞怪的風格仍使他擁有著龐大且忠實的粉絲群，其Twitch頻道也是2020至2022年觀看次數最多的頻道。截至2023年8月，其頻道的追隨者達1190萬，為Twitch上第5多，也是關注人數最多的加拿大頻道。

## 生涯

### 早期實況
倫耶爾在2014年時以19歲之齡時開始以化名「xQcLoL」在Twitch上直播《英雄聯盟》，其中xQc的x來自他名字的最後一個字母，Qc則為其故鄉魁北克省（Quebec）的縮寫。在暴雪娛樂於2016年發行《鬥陣特攻》後，倫耶爾便轉移陣地，並把自己化名的後綴「LoL」改成該遊戲的縮寫「OW」。

### 電子競技

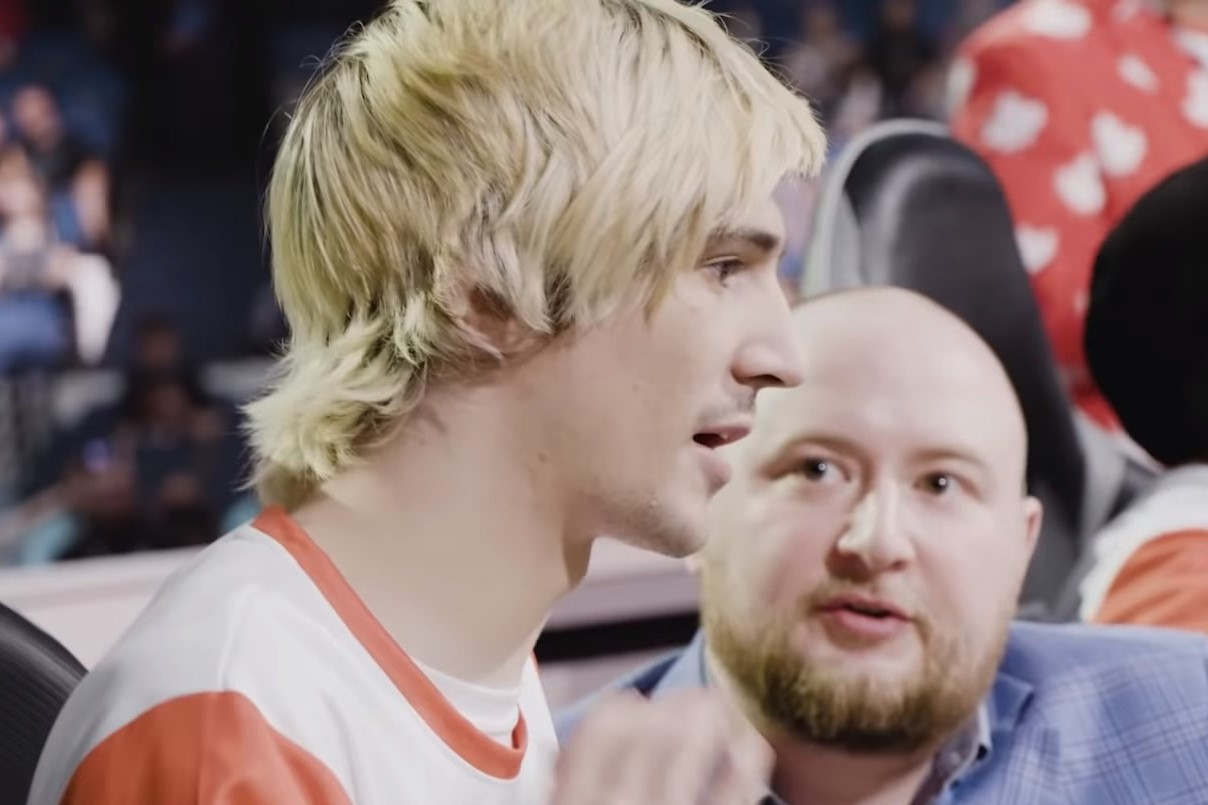
在2017年守望先锋世界杯上與加拿大隊教練「Jayne」賈斯汀·康羅伊（Justin Conroy，右）交談的倫耶爾

倫耶爾的《鬥陣特攻》電競生涯在小型隊伍DatZit Gaming開始，並以坦克的身份參加DreamHack蒙特利爾站。同年6月，他加入隨後併入至Denial Esports的Q?。半年後Denial解散，原陣容以YIKES!的名義自組隊伍繼續比賽，之後又更名為Arc 6。該隊伍為鬥陣特攻挑戰者系列賽第零賽季的參賽者之一，倫耶爾表示他當時為了比賽幾乎廢寢忘餐，並說：「我不在乎自己有沒有睡好、吃飽，也不與家人和朋友聯絡 […] 如果我的表現不佳，我會把一切拋諸腦後，持續打排位賽，直到認為自己玩得夠好為止」。倫耶爾的努力換來加拿大代表隊的徵召，並隨隊參加2017年守望先锋世界杯，而他亦助「楓葉軍團」一路高歌猛進，惜隊伍最終在決賽遭衝冕冠軍南韓以4–1擊敗。儘管如此，倫耶爾仍憑其出色表現獲得該賽事的最有價值選手一獎。
2017年10月，倫耶爾與守望先锋联赛（OWL）西太平洋分賽區的達拉斯燃料簽約，參與該聯賽的首個賽季。在賽季開始前，其個人《鬥陣特攻》賬號已被暴雪官方封禁了兩次，第一次是在11月的72小時封禁，原因為濫用遊戲的舉報系統；第二次則是12月的一星期禁用，理由是在直播中公然放棄對戰。他的OWL首秀在2018年1月10日對戰首爾王朝的比賽中達成，惜達拉斯燃料以1–2落敗。八天後，戰隊在「德克薩斯德比」以0–4大敗休士頓神槍手，從而在頭三場比賽中全敗收場，倫耶爾賽後在個人Twitch直播中對已出櫃的神槍手同性戀選手「Muma」奧斯汀·威爾莫特（Austin Wilmot）發表恐同言論，前者隨後於當天稍後在Twitter上對後者致歉，稱自己只是一時口快，並無惡意。即使威爾莫特接受其抱歉，燃料隨後仍以不讓倫耶爾在下場對上倫敦噴火戰鬥機的賽事中上陣作回應，OWL則宣佈判處他禁賽四場，並科以2000美元罰金，燃料對此更一步把其禁賽期延至2月10日，即賽季第一階段結束。
2018年2月23日，倫耶爾迎來解封後的第一場比賽，助戰隊以3–1力克洛杉磯角鬥士。然而其回歸並沒有持續多久，他之後於3月10日因在OWL的Twitch直播間中對黑人賽評馬利克·福泰（Malik Forté）使用被指帶有種族歧視意味的「TriHard」表情符號，以及在個人社交媒體和直播中對OWL評述和選手使用「貶低性言論」而被處以停賽四場與4000元罰金，儘管福泰表示並不在意，但達拉斯燃料對此並沒有再給機會，在隔天宣佈釋出倫耶爾，成為OWL史上首位遭解約的選手。接受《華盛頓郵報》訪問時，倫耶爾稱當時使用「TriHard」表情時並沒有種族歧視的意思，當下也覺得沒有做錯任何事，但事後仍表示感到後悔，認為該表情的意義已被曲解。他接著表示自己喜歡打《鬥陣特攻》的職業聯賽，但並不確定未來是否要繼續走在這一條道路上。
倫耶爾在接下來的幾年分別加入GOATS和Gladiators Legion（洛杉磯角鬥士的培訓隊）兩支《鬥陣特攻》隊伍，參加挑戰者系列賽，並連續兩度代表加拿大，出戰2018和2019年的鬥陣特攻世界盃，他在前者隨隊獲得季軍，後者則於分組賽排榜尾出局。

### 重回全職實況

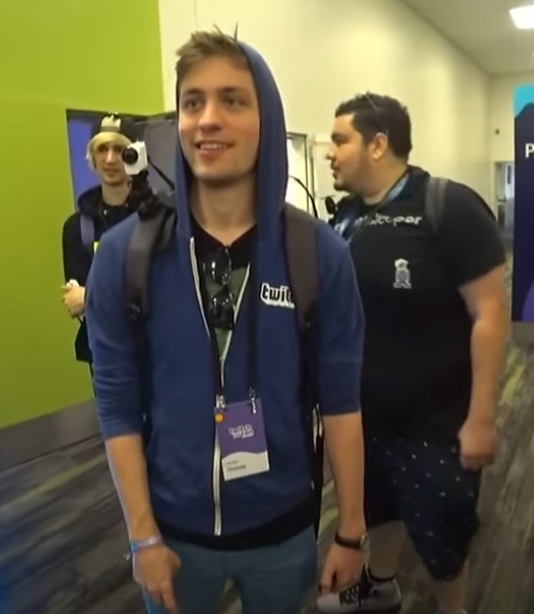
在2018年TwitchCon上的xQc（左）、Sodapoppin（中）和Greekgodx（右）

在2018年被達拉斯燃料釋出後，倫耶爾將自己的重心轉移至直播上。2019年2月，Sentinels宣佈簽下他作內容創作者，到了同年5月，其已成為Twitch上最成功的實況主之一。2019年7月30日，倫耶爾的個人頻道遭Twitch封台三天，理由是其播放了一段短暫露出陰莖的「性暗示」影片，然而該影片是在得到Twitch官方批淮後才得以播放的，但一天後，他的頻道便被解封。同年12月，倫耶爾以近800萬的總觀看數成為當月最多人關注的實況主，比觀看數第二多的頻道（ESL）還要高出200萬小時。若以全年計算，他的頻道則以5400萬觀看數穩居第六位，且其中12月的播放量便佔了14%。
倫耶爾在2020年2月29日因直播基於屏風式四子棋的成人遊戲《脫光光4：同學學習》（Strip 4: Classmate Study）時展露作中角色的裸體畫面，默認情況下，該作的所有裸體都會被自動馬賽克，但他在遊戲中輸入了一個展出裸露畫面的作弊代碼，而再次被Twitch封台三天，即使申訴過後禁令也仍然持續。隨後《脫光光4：同學學習》登上了Steam「新品與暢銷商品」的榜首。同年3月下旬，倫耶爾開始於直播中遊玩西洋棋，後來更在4月獲得特級大師中村光的指導。Twitch隨後與Chess.com合作，在2020年6月5日至19日舉辦首屆西洋棋錦標賽PogChamps，加拿大人亦有參與，在其中一場比賽中，他對上Cr1TiKaL，後者僅下了六步便將其將死。該比賽是Chess.com目前在其YouTube頻道上觀看次數最多的影片，截至2022年4月，觀看次數已超過1300萬次，倫耶爾最後在安慰組半決賽敗給ludwig，他在錦標賽期間被Twitch封禁24小時，原因是不小心點開粉絲推薦的兩隻猩猩交配的影片。
2020年8月27日，Sentinels在倫耶爾要求解除合作關係後雙方分道揚鑣，他在同年10月1日與另一家電競組織Luminosity Gaming簽約。同年11年18日，倫耶爾與其《糖豆人：終極淘汰賽》戰隊在Twitch Rivals活動中直播狙擊另一隊隊伍，從而導致他第四次被Twitch封台，除此之外也被Twitch Rivals禁賽半年，並沒收所有賽事獎金。儘管在2020年被封禁三次，倫耶爾頻道的全年觀看時數仍超過1.74億小時，為該平台最高，更比第二大頻道Gaules多出近5000萬小時。到了2021年中旬，倫耶爾以1.63億小時的收看率領跑所有Twitch實況主，且幾乎是第二高頻道Gaules的兩倍。同年10月，他與其他Twitch頂流實況主的收入遭到公開，資料顯示其是收入最高的個人直播主，自2019年以來便進帳超過800萬美元。儘管消息來源備受質疑，但倫耶爾仍證實其公佈的個人收入正確無誤。而隨著2021年的Twitch觀看時數榜公佈，他亦憑2.74億小時再次成為當年Twitch上觀看次數最多的直播主，其最高同時收看人數也達到17.3萬，但仍遠低於同時觀看數峰值達250萬的TheGrefg。
2022年4月上旬，倫耶爾參加r/Place活動，一讓已注冊的Reddit用戶在16色的調色盤中選擇一個顏色，並在任意一個像素塗上該色的「線上畫布」社會實驗。他呼籲粉絲將一已完成的彩虹小馬像素畫換成自己Twitch頻道的頭像（溫斯頓），但也因此在一小時內收到比六年直播生涯收到的總和還要多的死亡威脅。雖然如此，倫耶爾仍憑著這場活動打破Twitch的單一直播實時收看人數紀錄，最高峰時達到293,000位觀眾，後來他於同月下旬在自己的《守望先锋2》公測直播中將這紀錄刷新至310,000觀眾。2022年的全年觀看小時數方面，倫耶爾繼續領跑其他Twitch實況主。
倫耶爾在2023年1月宣佈與Luminosity Gaming終止賓主關係，回歸自由身。同年6月，他與新興的直播平台Kick締結為期兩年、價值7000萬美元的非排他性合作夥伴關係。要是加上總額約3000萬美元的績效獎金，該合約的最高潛在給付金額可達一億美元，也使得這合約成為娛樂界史上最大筆的協議之一，其價值相當於勒布朗·詹姆斯與洛杉磯湖人簽訂的兩年9700萬美元合同。倫耶爾表示之所以加盟Kick，是因為該平台能夠提供全新且多樣化的活動機會，而這方面是Twitch無法比擬的。

## 個人生活
倫耶爾在1995年11月12日出生於加拿大魁北克省拉瓦勒，有著匈牙利血統，還有一位名叫尼克（Nick）的哥哥。倫耶爾曾與同為實況主的「Adept」薩曼莎（Samantha）交往，兩人一度分手並復合，後來又因雙方分隔美加兩地，而男方選擇與家人同住而再次分手。
2020年6月，倫耶爾從美國搬回加拿大，他後來解釋搬家的原因是因為曾遭遇多次報假警惡作劇，而不是前往一個更寬鬆的法規環境，以繼續在Twitch上開賭博直播，並表示：「幾乎每一天，警察都會帶著一大批人馬，以了無必要的極快速度突襲我們。正因為這些蠢貨（報假警的惡質觀眾），我是真的很害怕自己會死」。

## 獲得獎項與提名
| 年份 | 獎項           | 類別                  | 結果 | 來源          |
| ---- | -------------- | --------------------- | ---- | ------------- |
| 2017 | 鬥陣特攻世界盃 | 最有價值選手          | 獲獎 | [ 10 ]        |
| 2018 | 電競獎         | 年度實況主            | 提名 | [ 47 ]        |
| 2020 | 加拿大遊戲獎   | 最佳實況主            | 提名 | [ 48 ] [ 49 ] |
| 2020 | 電競獎         | 年度實況主            | 提名 | [ 50 ]        |
| 2021 | 電競獎         | 年度實況主            | 提名 | [ 51 ]        |
| 2022 | 實況主大獎     | 最佳GTA角色扮演實況主 | 提名 | [ 52 ]        |
| 2022 | 實況主大獎     | 年度實況主            | 提名 | [ 52 ]        |
| 2022 | 加拿大遊戲獎   | 最佳實況主            | 提名 | [ 53 ]        |
| 2023 | 實況主大獎     | 最佳多種類實況主      | 獲獎 | [ 54 ]        |
| 2023 | 實況主大獎     | 年度實況主            | 提名 | [ 54 ]        |

## 外部連結
- XQc的Twitch频道
- YouTube上的XQc頻道
- XQc的X（前Twitter）